# Renato Zero - Emozioni & Parole
Emozioni & Parole è un album raccolta (non ufficiale) del cantautore italiano Renato Zero, pubblicato dalla RCA Italiana e dalla BMG nel 2006.

## Tracce
1. La favola mia – 4:23
2. Grattacieli di sale – 3:24
3. Io uguale io – 4:00
4. Triangolo – 4:39
5. Arrendermi mai – 4:27
6. La tua idea – 3:23
7. Baratto – 4:18
8. Il carrozzone – 4:34
9. Sesso o esse – 4:22
10. Uomo,no! – 4:42

Durata totale: 42:12